# René Rodríguez
René Rodríguez – kubański zapaśnik w stylu klasycznym. Ósmy na mistrzostwach świata w 1983. Złoto na igrzyskach panamerykańskich w 1983, srebro w 1979. Triumfator Igrzysk Ameryki Środkowej i Karaibów w 1982 roku.